# Aero the Acro-Bat
Pour les articles homonymes, voir Aero.
Aero the Acro-Bat est un jeu vidéo de plates-formes développé par Iguana Entertainment et édité par Sunsoft, sorti sur Mega Drive et Super Nintendo en 1993, puis converti sur Game Boy Advance en 2002.

## Synopsis
Inspiré des personnages charismatiques, comme Sonic the Hedgehog, il met en jeu une chauve-souris, nommée Aero, qui vit et travaille dans un cirque. Sa mission est de protéger le cirque d'un clown diabolique, Edgar Ektor, qui y travaillait mais veut se venger, et de son acolyte, l'écureuil Zero le kamikaze (qui sera le héros du jeu Zero the Kamikaze Squirrel, sorti en 1994).

## Système de jeu
Les niveaux se jouent sur des plates-formes 2D. Pour les terminer, le joueur doit accomplir certaines tâches, afin que les sorties soient dévoilées. Les tâches à accomplir sont de différentes formes : traverser des cerceaux, marcher sur des plates-formes avant qu'elles ne disparaissent, monter sur des montagnes russes... Il y a quatre mondes, composés chacun de cinq très grands niveaux. Dans beaucoup d'entre eux, il y a des piques qui tuent instantanément.
Aero peut attaquer ses ennemis en tirant des étoiles en nombre limité, ou par des attaques en piqué diagonalement lorsqu'il est dans l'air.
L'époque des consoles 16 bit fut celle de gloire pour Aero, en effet Sunsoft l'utilisa comme mascotte pendant cette période. Après la disparition de la Mega Drive et de la Super Nintendo, il tomba dans l'oubli, jusqu'à ce que Metro3D décide de le porter sur la Game Boy Advance ; avec en prime quelques améliorations techniques, et l'ajout d'une possibilité de sauvegarder la partie, ce qui n'était pas possible dans la première version.

## Accueil
- GamePro : 4,5/5 (MD)[1] - 4,5/5 (SNES)[2] - 3,5/5 (GBA)[3]
- GameSpy : 73 % (GBA)[4]
- Electronic Gaming Monthly : 7,6/10 (MD)[5] - 8,3/10 (SNES)[6]

## Suites
Aero the Acro-Bat a connu une suite en 1994 : Aero the Acro-Bat 2. Le jeu Zero the Kamikaze Squirrel sorti en 1994 se déroule dans le même univers.